# Villamaría
Villamaría is een gemeente in het Colombiaanse departement Caldas. De gemeente telt 45.038 inwoners (2005).

## Geboren
- Carlos Quintero (1986), Colombiaans wielrenner

- Library of Congress Control Number: n92008039
- Nationale Bibliotheek van Israël: 987007567636605171
- Virtual International Authority File: 130325206

Aguadas · Anserma · Aranzazu · Belalcázar · Chinchiná · Filadelfia · La Dorada · La Merced · Manizales · Manzanares · Marmato · Marquetalia · Marulanda · Neira · Norcasia · Pácora · Palestina · Pensilvania · Riosucio · Risaralda · Salamina · Samaná · San José · Supía · Victoria · Villamaría · Viterbo